# Heroes (album, Sabaton)
Heroes je sedmé studiové album švédské heavymetalové hudební skupiny Sabaton. Bylo vydáno 16. května 2014 prostřednictvím vydavatelství Nuclear Blast a jedná se o první desku, na které se podíleli noví členové kapely, kytaristé Chris Rörland a Thobbe Englund a bubeník Hannes Van Dahl. Heroes, jež obsahuje deset skladeb, bylo nahráno ve studiu Abyss Studio ve švédském městě Ludvika a produkováno a smícháno Peterem Tägtgrenem. Hlavním tématem alba jsou váleční hrdinové z druhé světové války jak na straně Spojenců, tak na straně Osy Berlín–Řím–Tokio. Autorem hudby je zpěvák Joakim Brodén, na textech, jež jsou všechny v angličtině, se kromě něj podílel i baskytarista Pär Sundström. Z pohledu českého posluchače může být zajímavá skladba „Far from the Fame“ pojednávající o československém maršálovi Karlu Janouškovi.
Sabaton v rámci propagace alba zveřejnili dva singly; „To Hell and Back“ a „Resist and Bite“ a následně vystupovali během let 2014–2016 na svém vlastním turné po celém světě a také na metalových festivalech.

## Před vydáním
Hlavní textař a skladatel Sabaton Joakim Brodén poprvé přemýšlel o albu s tématem válečných hrdinů z druhé světové války již v roce 2010 před vydáním desky Coat of Arms. Se skládáním písní začal ve druhé polovině roku 2013, avšak v listopadu polovinu materiálu vyhodil a napsal znovu. Důvodem byla obava, že deska nebude dost dobrá a fanoušci z toho budou obviňovat nové členy skupiny Thobbe Englunda, Chrise Rörlanda a Hannese Van Dahla, pro něž to bylo první album Sabaton, na kterém se podíleli. Brodén o tom řekl, že to bylo „to nejlepší pro desku, ale pro něj osobně katastrofa“, jelikož na něj tlačil čas a například na Štědrý den byl až do tří hodin do rána ve studiu.

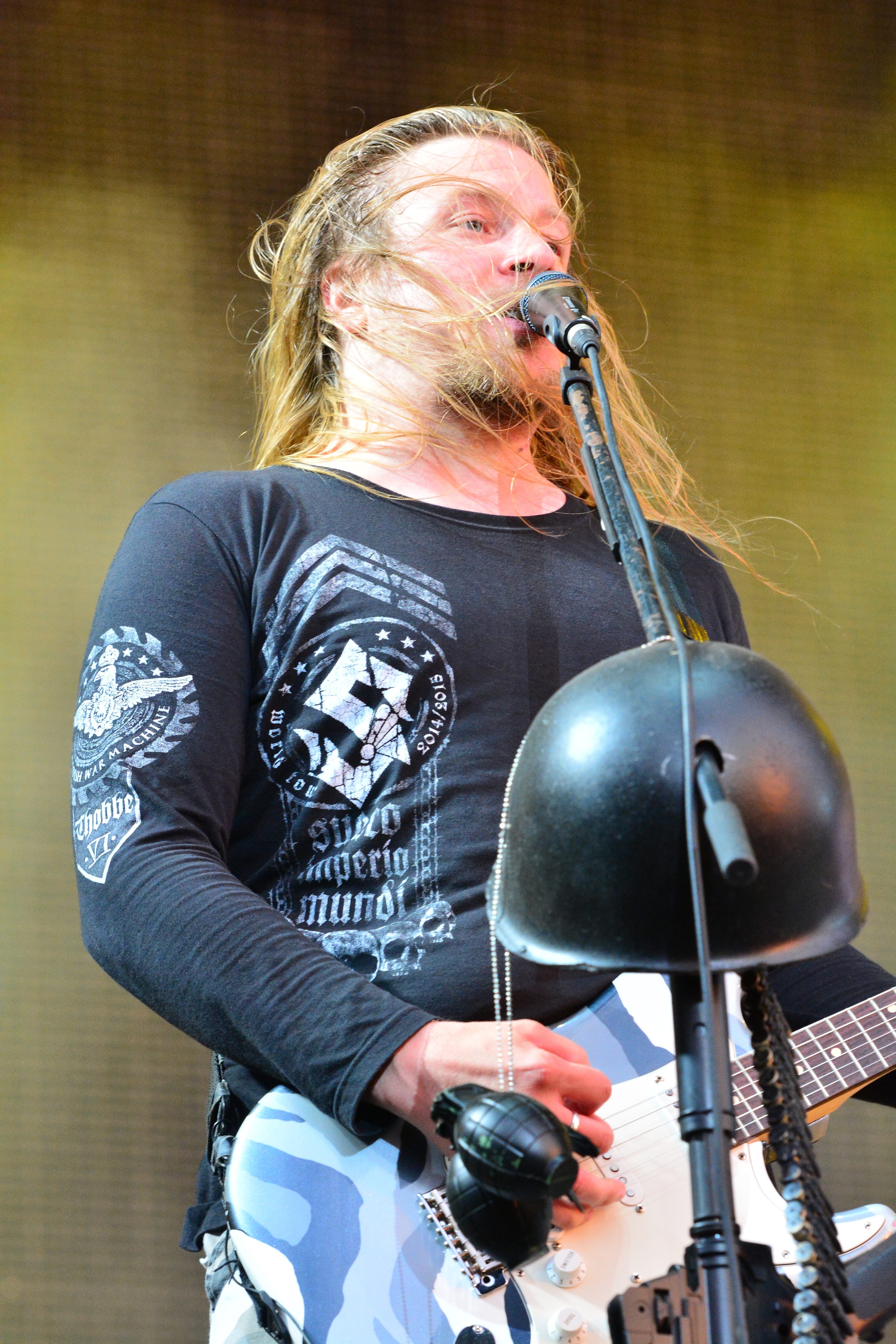
Thobbe Englund (2015)

Do studia nakonec šli všichni členové skupiny hned po Novém roce a nahráno měli za necelé dva měsíce. Brodén o práci ve studiu řekl, že si ji už dlouho neužíval jako při nahrávání tohoto alba, a to především proto, že nové členy skupiny „nahrávání bavilo a hlídali si sebemenší přehmat.“ Na bývalých členech bylo podle něj vidět, že „je hudba tolik nebaví“. Role producenta alba se ujal Peter Tägtgren, který album následně také smíchal. O mastering se postaral Jonas Kjellgren. Během nahrávání šlo skupině především o to, aby se vrátili zpět ke stylu tradičního heavy metalu, od kterého se na předchozím albu Carolus Rex (2012) částečně odpoutali.
Před vydáním desky byly zveřejněny dva digitální singly. První „To Hell and Back“ vyšel 28. března a druhá skladba „Resist and Bite“ byla vydána 2. května. K prvnímu singlu skupina následně také natočila a den před vydáním desky zveřejnila videoklip.

## Vydání
Heroes oficiálně vyšlo 16. května 2014 u hudebního vydavatelství Nuclear Blast. Kapela ho uvolnila jak na základní CD a LP verzi, tak v digitální podobě a v earbook edici. Jako bonus byla znovu nahrána starší skladba „7734“ z alba Metalizer (2007) a nová píseň „Man of War“. Earbook edice obsahovala dvě CD, jedno s albem a jedno bonusové, na kterém byly vydány bonusové písně a coververze ke skladbám „For Whom the Bell Tolls“ (Metallica), „En Hjältes Väg“ (Raubtier) a „Out of Control“ (Battle Beast). Pro earbook edici byl použit jiný přebal než pro základní verzi. Autorem obou verzí je maďarský malíř a hudebník Péter Sallai.
K úvodní skladbě „Night Witches“ bylo v říjnu 2014 na oficiálním YouTube kanále vydavatelství Nucelar Blast vydáno lyric video.

## Skladby
Přes půl hodiny dlouhé album otevírá rychlá a energetická skladba „Night Witches“ pojednávající o sovětském 588. nočním bombardovacím pluku, který byl tvořen výhradně ženami a nepřáteli byl přezdíván „Noční čarodějnice“. Následuje podle bubeníka Hannese Van Dahla veselá píseň „No Bullets Fly“, která má chytlavý refrén. Text je o německém poručíku Franzi Stiglerovi, jenž doprovodil těžce poškozený letoun B-17 amerického poručíka Charlieho Browna z nepřátelského území. Další píseň „Smoking Snakes“ pojednává o třech vojácích brazilského expedičního sboru, kteří bojovali proti velké přesile nepřátel. Tato píseň, jejíž pracovní název byl „Heroes“, podle baskytaristy Pära Sundströma držela během skládání celý koncept alba pohromadě. Brodén o ní řekl, že se jedná o „typickou skladbou Sabaton“ Následující skladba „Inmate 4859“ je pomalejší než předchozí písně a má podle Rörlanda nejtemnější atmosféru na albu. Zpívá se v ní o polském vojákovi Witoldu Pileckim, který se nechal zavřít do koncentračního tábora v Osvětimi, aby získal zpravodajské informace. Jelikož se ale nesetkal s pomocí zvenčí, byl nucen z tábora utéci. První polovinu alba uzavírá vesele začínající singl „To Hell and Back“, který má prvky folkové hudby a epický refrén. Skladba pojednává o Audie Murphym, jednom z nejslavnějších vojáků americké armády.
Šestou skladbou je balada „The Ballad of Bull“ pojednávající o výjimečné odvaze Leslie ‘Bull’ Allena, australského nosiče nosítek, který neváhal vběhnout do nepřátelské palby a postupně odnášel z bojiště zraněné vojáky. Další písní je rychlá „Resist and Bite“ vypravující příběh malé belgické jednotky Chasseurs Ardennais, která během bitvy o Belgii bránila hranici proti německé 7. tankové divizi. V písni „Soldier of 3 Armies“ pojednávající o Lauri Törnim, vojákovi finské, německé a americké armády, se na pozadí objevují zvuky kláves, které v některých pasážích nahrazují baskytaru a elektrické kytary. Následující píseň „Far from the Fame“ Sabaton složili již v roce 2012 speciálně pro fanoušky na českém festivalu Masters of Rock, kde ji také poprvé zahráli. Tato skladba se silným refrénem je o českém maršálovi Karlu Janouškovi. Album končí písní „Hearts of Iron“ zachycující příběh Walthera Wencka, generála německé 12. armády, během bitvy o Berlín. Tato skladba je podle Brodéna stejně jako „Smoking Snakes“ velmi typickou písní Sabaton.

## Kritika

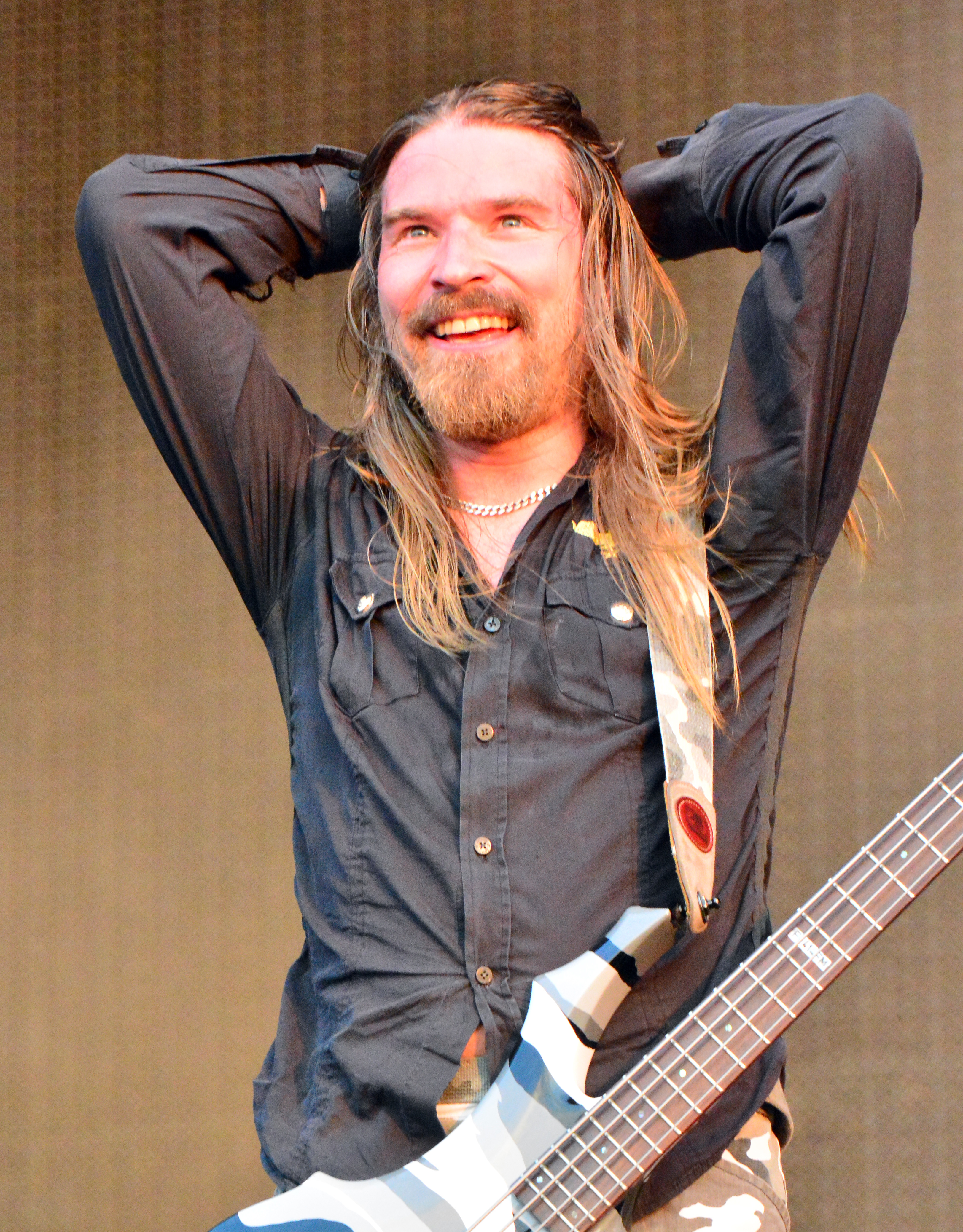
Pär Sundström (2015)

Redaktor David Havlena v recenzi pro český magazín Spark prohlásil, že jde „o kolekci velkých hitů“ a že „hymna střídá hymnu“. Zároveň vyzdvihl texty, které jsou podle něj hlavním triumfem desky. Na závěr recenze ještě poznamenal, že Heroes je „čestným soupeřem“ v tomtéž roce vydaných alb Plagues of Babylon (Iced Earth) a Empire of the Undead (Gamma Ray). Deska v celkovém hodnocení redaktorů Sparku získala 4,07 bodů ze 6. Chad Bowar v recenzi pro About.com řekl, že posluchač dostane „bombastický power metal s texty zaměřenými na válku“. Zároveň uvedl, že se na albu neobjevují žádná velká překvapení. Editor hudebního serveru Metal Wani Owais Nabi ve své recenzi napsal, že „Heroes je perfektní příklad heavymetalové lekce dějepisu, kterou uslyší tisíce lidí, kteří by jinak nejspíš o příbězích vyprávěných na albu nikdy neslyšeli.“ Zároveň podotkl, že se na desce kapele vydařilo opravdu vše počínaje hudbou, produkcí a konče celým konceptem.
Deska se krátce po vydání umístila na předních příčkách v evropských hitparádách. V domácím Švédsku debutovala na prvním místě v žebříku Sverigetopplistan, druhá skončila ve finské hitparádě Suomen virallinen lista a v Německu (Media Control Charts) se umístila třetí pozici. V Česku se v žebříčku prodejnosti album umístilo na čtvrtém místě. Do první desítky se pak Heroes dostalo také v Polsku a ve Švýcarsku. Alba se ve Finsku prodalo přes 10 000 kusů a v prosinci 2015 za něj zde Sabaton obdrželi zlatou desku, zatímco ve Švédsku se ho do března 2017 prodalo přes 40 000 kopií, čímž se Heroes v této zemi stalo platinové.

## Heroes on Tour

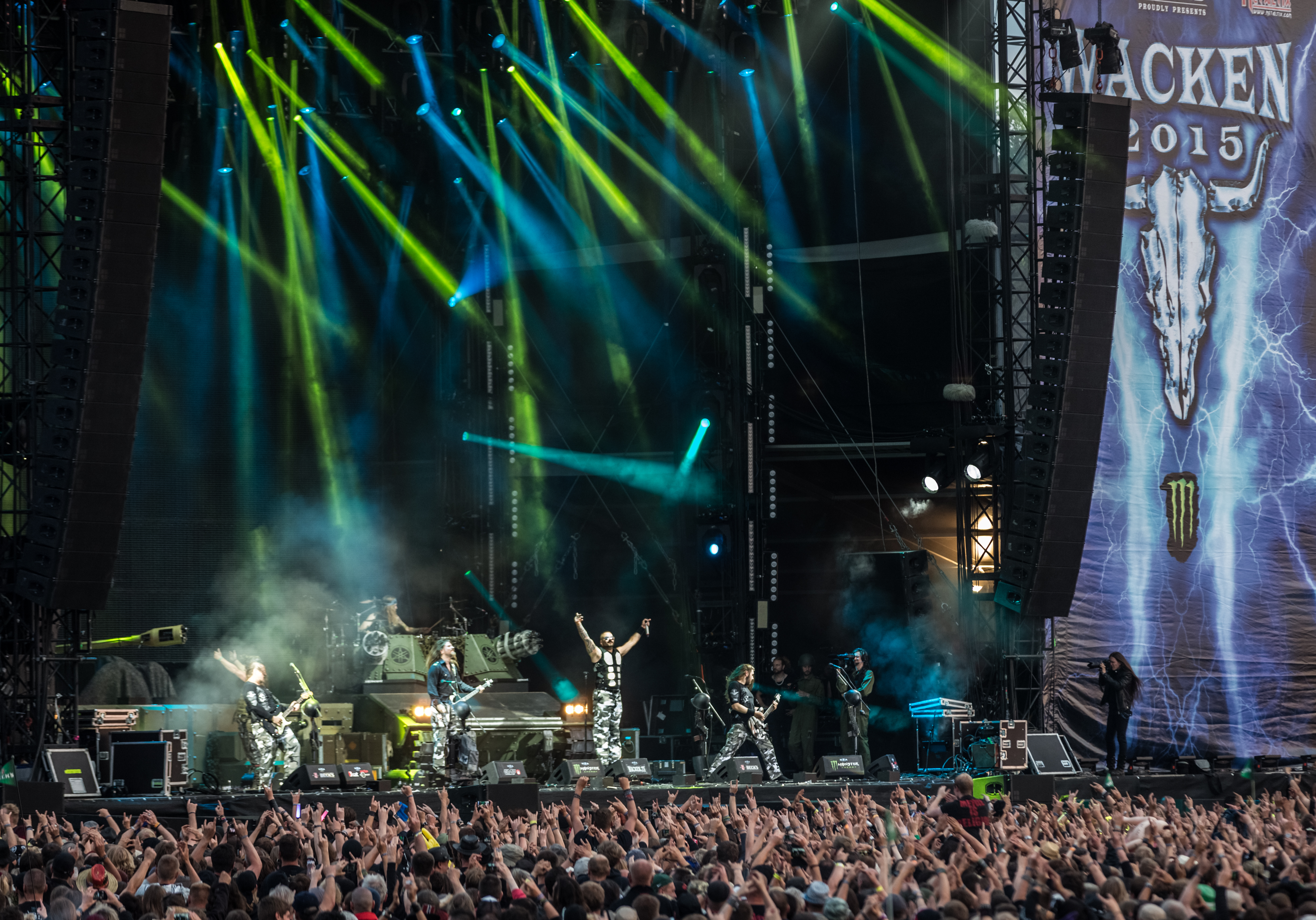
Sabaton na Wacken Open Air 2015

V rámci podpory alba skupina během let 2014–2016 vystupovala na samostatných koncertech a na metalových festivalech po celém světě. Celé turné začalo na podzim roku 2014 v USA, odkud se Sabaton na konci listopadu přesunuli do Evropy, kde vystupovali až do února 2015. Tohoto více než tříměsíčního turné se zúčastnily také předkapely Delain a Battle Beast. Tyto tři skupiny zavítaly i do Česka, kde vystoupily v Praze a ve Zlíně. Na evropském turné Sabaton kromě velkého množství pyrotechnických efektů použili jako bubenickou rampu model fiktivního tanku se dvěma rotačními kanóny, které sloužily právě k vystřelování pyrotechniky. Tento tank byl navrhnut a vyroben Jamie Simsem, jenž se skupině stará o uměleckou scénu pódia. V květnu se Sabaton představili opět v USA a následně v létě vystupovali především na evropských metalových festivalech. Koncert na festivalu Rock in Vienna zahráli společně se symfonickým orchestrem Bohemia Praha. Z vystoupení na Wacken Open Air a Sabaton Open Air bylo natočeno koncertní DVD Heroes on Tour vydané na začátku března 2016.
Dne 5. února 2016 začala v Brně ve vyprodané hale Vodova další koncertní šňůra. Coby předkapela se na tomto turné představila hudební skupina Wisdom. Ke konci února se Sabaton přesunuli do Spojeného království, kde přibližně dva týdny vystupovali s kapelou Alestorm. Jako předskokan s nimi jezdila skupina Bloodbound.

## Seznam skladeb
Hudbu složil(i) Joakim Brodén, texty napsal(i) Joakim Brodén/Pär Sundström.
| Pořadí         | Název               | Téma                                     | Délka |
| -------------- | ------------------- | ---------------------------------------- | ----- |
| 1.             | Night Witches       | 588. noční bombardovací pluk             | 3:01  |
| 2.             | No Bullets Fly      | německý poručík Franz Stigler            | 3:36  |
| 3.             | Smoking Snakes      | tři vojáci brazilského expedičního sboru | 3:13  |
| 4.             | Inmate 4859         | Witold Pilecki                           | 4:25  |
| 5.             | To Hell and Back    | Audie Murphy                             | 3:25  |
| 6.             | The Ballad of Bull  | Leslie ‘Bull’ Allen                      | 3:53  |
| 7.             | Resist and Bite     | belgická jednotka Chasseurs Ardennais    | 3:27  |
| 8.             | Soldier of 3 Armies | Lauri Törni                              | 3:38  |
| 9.             | Far from the Fame   | Karel Janoušek                           | 3:46  |
| 10.            | Hearts of Iron      | Walther Wenck                            | 4:28  |
| Celková délka: | Celková délka:      | Celková délka:                           | 36:57 |

| Bonus          | Bonus                                                            | Bonus |
| Pořadí         | Název                                                            | Délka |
| -------------- | ---------------------------------------------------------------- | ----- |
| 11.            | 7734 (původně vydáno na albu Metalizer)                          | 3:33  |
| 12.            | Man of War                                                       | 3:48  |
| 13.            | For Whom the Bell Tolls (Metallica cover, pouze v earbook edici) | 5:22  |
| 14.            | En hjältes väg (Raubtier cover, pouze v earbook edici)           | 4:26  |
| 15.            | Out of Control (Battle Beast cover, pouze v earbook edici)       | 3:36  |
| Celková délka: | Celková délka:                                                   | 57:42 |

## Obsazení
- Joakim Brodén – zpěv
- Pär Sundström – basová kytara
- Chris Rörland – kytara, doprovodné vokály
- Thobbe Englund – kytara, doprovodné vokály
- Hannes Van Dahl – bicí

Hosté
- Ken Kängström – doprovodná kytara
- Daniel Beckman – orchestrální aranže
- Philip Lindh – orchestrální aranže, piano v písni „The Ballad of Bull“

Technická podpora
- Peter Tägtgren – producent, smíchání alba
- Jonas Kjellgren – mastering
- Peter Sallaí – přebal alba
- Ryan Garrison – fotografie[4]